# Carassius gibelio
Carassius gibelio és una espècie de peix cipriniforme de la família dels ciprínids.

## Morfologia
Els mascles poden assolir els 45 cm de longitud total i els 3 kg de pes.

## Distribució geogràfica
És originari de Sibèria i ha estat introduït a tot Europa.